# جلان ويزلي
جلان ويزلي هو لاعب هوكي الجليد كندي، ولد في 2 أكتوبر 1968 في رد دير في كندا.

## وصلات خارجية
- جلان ويزلي على موقع دوري الهوكي الوطني (الإنجليزية)
- جلان ويزلي على موقع قاعة مشاهير الهوكي (لاعب أن.إتش.أل) (الإنجليزية)
- جلان ويزلي على موقع EliteProspects.com (الإنجليزية)
- جلان ويزلي على موقع HockeyDB.com (الإنجليزية)
- جلان ويزلي على موقع Hockey-Reference.com (الإنجليزية)